# Jenny (sèrie de televisió)
Jenny és una sèrie de televisió quebequesa en seixanta episodis de 13 minuts creada per Jean-Sébastien Lord a partir d'una idea original de Marie-France Laval i emesa entre el 8 de setembre de 2017 i el 30 de juliol de 2021 al canal Unis. S'ha doblat al català pel canal SX3.

## Sinopsi
A la Jenny, de 13 anys, se li diagnostica leucèmia. Lluny de rendir-se per la notícia, descobreix una força de caràcter que li permet superar amb valentia el calvari de la seva malaltia gràcies a l'ajuda de la seva família i amics.

## Repartiment

### Repartiment principal
- Émilie Bierre: Jenny Champagne
- Patrice Godin: Jean-François Champagne, pare de la Jenny
- William Coallier: Félix-Antoine Champagne, germà de la Jenny
- Mélanie Pilon: Nathalie, infermera
- Tayna V. Lavoie: Florence, millor amiga de la Jenny
- Henri Picard: Charles, enamorat de la Jenny

### Repartiment recurrent i convidat
- Charlie Lemay-Thivierge: Sofianne, amiga de la Jenny
- Jade Charbonneau: Blue, amiga Jenny (temporades 2 i 3)
- Félix-Antoine Bénard: Axel, amic de la Jenny (temporada 3)
- Léanne Désilets: Stéfany-Khlara, companya de classe de la Jenny (temporades 1 i 3)
- Édouard Tremblay-Grenier: Courval, amic de la Jenny (temporades 1 i 3, convidat a la temporada 2)
- Sam-Éloi Girard: Fred, amic de la Florence (temporada 2)
- Elijah Patrice-Baudelot: Carlos, amic d'en Félix-Antoine (temporades 1 i 2, convidat a la temporada 3)